# Троян Іван Семенович
Іван Семенович Троян (рос. Иван Семёнович Троян; 1896, Малі Озерки — 1977, Київ) — радянський військовий діяч, генерал-майор інженерно-авіаційної служби.

## Біографія
Народився в 1896 році в селі Малих Озерках Гродненської губернії (нині Мостівський район Гродненської області Білорусі). Росіянин. У серпні 1915 року призваний на службу в царську армію. Закінчив Миколаївську школу авіаційних мотористів, після чого служив старшим мотористом, старшим унтер-офіцером в 36-м корпусному авіаційному загоні. Після Жовтневого перевороту 1917 року добровільно вступив в 1-й Одеський революційний авіаційний загін в якому служив на посаді старшого моториста.
У 1918 році він пішов на службу в Робітничо-селянську Червону армію. Брав участь в Громадянській війні. Протягом 1918—1922 років проходив службу старшим мотористом в 1-му Одеському залізничному авіазагоні, 51-му і 23-му авіазагонах. У 1922—1926 роках — молодший механік 2-ї розвідувальної ескадрильї, 1-ї розвідувальної ескадрильї повітряної ескадри № 2, 3-ї окремої розвідувальної ескадрильї, 1-ї легкобомбардувальної авіаескадрильї імені В. І. Леніна. Член ВКП(б) з 1925 року. З вересня 1926 року до жовтня 1927-го — старший механік 1-ї легкобомбардувальної авіаескадрильї, а з жовтня — старший авіатехнік тієї ж ескадрильї.
Протягом 1929—1931 років очолював майстерні 20-го авіапарку Українського військового округу, де придбав великий досвід по організації ремонту авіаційної техніки. У грудні 1931 року призначений старшим інженером 50-ї авіаескадрильї, а через рік — старшим інженером по експлуатації 45-ї авіабригади. На цій посаді прослужив до середини 1935 року. З липня 1935 по травень 1939 року було старшим інженером по експлуатації в Управлінні ВПС Харківського військового округу. У 1938 році закінчив Курси удосконалення інженерного складу.
У травні 1939 року призначений головним інженером ВПС 1-ї окремої Червонопрапорної армії. 21 серпня 1939 року, відповідно до нових штатів, його посада стала іменуватися — помічник по експлуатації командувача ВПС 1-ї окремої Червонопрапорної армії. На цій посаді прослужив до липня 1940 року, коли був призначений інспектором з експлуатації льотно-технічної інспекції ВПС Червоної Армії.
1 лютого 1941 року бригінженер Троян був призначений начальником 2-го управління (експлуатації та військового ремонту) ГУ ВПС ЧА — головним інженером ВПС Червоної Армії і пропрацював на цій посаді до січня 1942 року. У січні 1942 року, коли посаду головного інженера Військово-повітряних сил РСЧА скоротили, Троян був спрямований на посаду головного інженера — заступника по інженерно-авіаційній службі командувача Військово-повітряними силами спочатку Закавказького фронту, а потім 11-ї повітряної армії.

Могила Івана Трояна

З серпня 1946 року по січень 1948 року служив головним інженером-заступником по ІАС командувача ВПС Київського військового округу. З січня 1948 року по червень 1953 року був головним інженером 17-ї повітряної армії (в 1949 році перейменована в 69-ту). 16 червня 1953 року звільнений в запас через хворобу. Помер у 1977 році. Похований в Києві на Лук'янівському військовому кладовищі.

## Нагороди
Нагороджений двома орденами Леніна, двома орденами Червоного Прапора, орденом Червоної Зірки і низкою медалей.